# 中濱寛造
中濱 寛造（なかはま かんぞう、1988年9月28日 - ）は、日本のラグビー選手。

## プロフィール
- 大阪府大阪市出身。
- ポジションはウィング(WTB)。
- 身長 176cm、体重 85kg
- ニックネームはカンゾー。
- 7人制日本代表に選ばれたことがある[1]。
- U20日本代表や日本Ａ代表[2]に選ばれたことがある。

## 略歴
14歳からラグビーを始めた。
2007年、大工大高校卒業後、早稲田大学に入る。なお大工大高校時代に2006年度高校日本代表に選ばれ、第30回高校東西対抗試合に西軍として出場した。
2011年、早稲田大学卒業後、神戸製鋼コベルコスティーラーズ(現・コベルコ神戸スティーラーズ)に加入なお早稲田大学時代の同級生に有田隆平、榎本光祐、坂井克行、中田英里、宮澤正利、村田大志、山中亮平らがいる。また同年10月29日に行われたジャパンラグビートップリーグ第1節のNECグリーンロケッツ戦に先発出場で公式戦初出場を果たす。
2017年、三菱重工相模原ダイナボアーズに加入。
2021年、三菱重工相模原ダイナボアーズを退団した。